# Walter Reed Army Medical Center

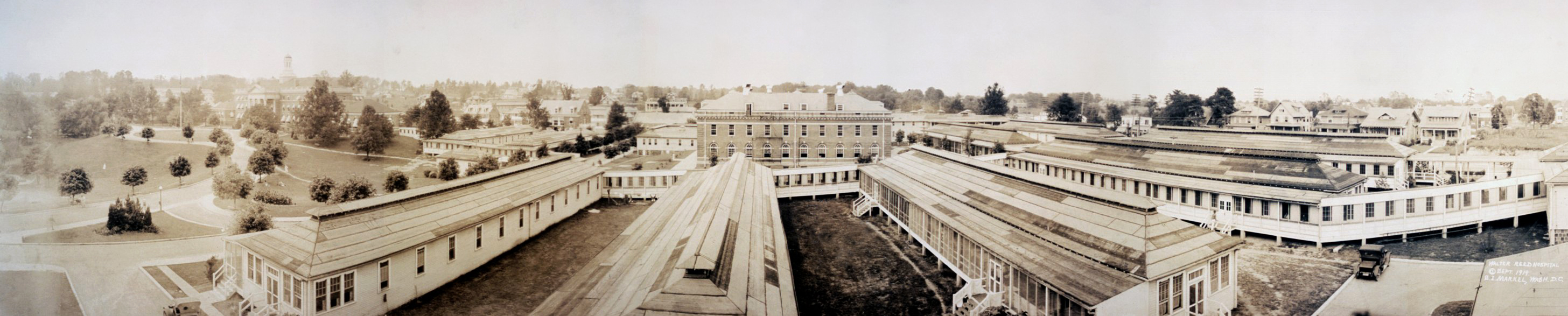
The Walter Reed General Hospital (wrzesień 1919).

Walter Reed Army Medical Center, WRAMC – wojskowy szpital w Waszyngtonie. 
Jest jednym z największych ośrodków medycznych należących do armii Stanów Zjednoczonych. Obejmuje powierzchnią 45 hektarów, a według szacunkowych danych świadczy ona usługi dla około 150 000 żołnierzy (zarówno czynnych jak i będących w rezerwie). Centrum zawdzięcza swą nazwę majorowi Walterowi Reedowi, chirurgowi, który dowiódł, iż febrę przenoszą komary.
W 2005 władze zaproponowały połączenie tego szpitala z National Naval Medical Center. Począwszy od 18 lutego 2007 The Washington Post opublikował serię artykułów o zaniedbaniach w szpitalu.